# Tayrac (Lot-et-Garonne)
Tayrac település Franciaországban, Lot-et-Garonne megyében. Lakosainak száma 380 fő (2022. január 1.). Tayrac Dondas, Perville, Puymirol, Saint-Martin-de-Beauville és Saint-Maurin községekkel határos.

## Népesség
A település népessége az elmúlt években az alábbi módon változott:
| Lakosok száma | 257  | 231  | 345  | 314  | 389  | 409  | 397  | 386  | 382  | 380  |
|               | 1968 | 1982 | 1990 | 2006 | 2013 | 2015 | 2017 | 2019 | 2020 | 2022 |